# Pułapka ekologiczna
Pułapka ekologiczna – siedlisko o niższej wartości przystosowawczej, objawiającej się zaniżoną reprodukcją oraz zdolnością przeżycia osobników je zasiedlających, preferowane pomimo dostępności siedlisk o wyższej jakości. Z reguły osobnik wybiera słabe jakościowo siedlisko wskutek generowania przez nie mylnych wskazówek.

## Historia terminu
W 1972 roku Dwernychuk i Boag opisali zjawisko pułapki ekologicznej na przykładzie gniazdowania sześciu gatunków kaczek wśród kolonii mew. Badacze wykazali, że początkowo, na etapie inkubacji jaj, mewy zapewniały kaczkom ochronę przed drapieżnikami, zaś po wykluciu, pisklęta kaczek padały ofiarami mew tuż po pierwszym kontakcie z wodą.

## Przyczyny wpadania w pułapkę ekologiczną
Zwierzęta wybierają odpowiedni dla nich habitat pod kątem m.in. zasobności w pokarm, presji drapieżniczej czy ilości konkurentów. Wybór habitatu powinien odpowiadać potrzebom danego gatunku, wynikającym z ich fizjologii i historii ewolucyjnej. Wybór habitatu jest konsekwencją doboru naturalnego, tak więc aby maksymalizować swój sukces reprodukcyjny i przeżywalność preferowane powinny być siedliska, które najlepiej zaspokajają potrzeby danego gatunku.
Zwierzęta podczas wyboru habitatu kierują się różnymi wskazówkami. Jednak w momencie wyboru osobnik nie jest w stanie przewidzieć jego konsekwencji, a same wskazówki nie zawsze dobrze odzwierciedlają wartość habitatu. Konsekwencją rozwoju cywilizacji ludzkiej są liczne zmiany w środowisku naturalnym. W perspektywie czasu ewolucyjnego antropogeniczne zmiany środowiska nastąpiły bardzo szybko, a zwierzęta nie zdążyły się do nich przystosować. Dlatego zdarza się, że niegdyś przydatne wskazówki wpływające na podjęcie decyzji przez osobnika, okazują się dziś zgubne.
Z pułapkami ekologicznymi mamy do czynienia, gdy osobnikom pewnego gatunku gorsze habitaty wydają się bardziej atrakcyjne, nawet jeśli habitaty odpowiednie są wolne. Konsekwencją tego jest osiedlanie się zwierząt w miejscach, które nie odpowiadają w pełni ich potrzebom, przez co rośnie ich śmiertelność, a sukces reprodukcyjny jest mniejszy.
Z teoretycznego punku widzenia, można wyróżnić trzy podstawowe sytuacje prowadzące do powstania pułapek ekologicznych:
1. Wskazówki, którymi zwierzęta kierują się podczas dokonywania wyboru habitatu, ulegają zmianie (może to być ich rodzaj, intensywność czy liczba), wobec czego dany habitat wydaje się bardziej atrakcyjny dla osobnika, niż jest w rzeczywistości.
2. Warunki panujące w habitacie ulegają pogorszeniu, mimo iż wskazówki świadczące o jego jakości pozostają bez zmian.
3. Zarówno wskazówki ulegają zmianie, jak i habitat staje się gorszy, przez co preferowane są gorsze miejsca, gdyż fałszywie są postrzegane przez osobniki jako bardziej atrakcyjne. Jest to połączenie poprzednich dwóch scenariuszy.

Przeciwieństwem pułapki ekologicznej jest zjawisko pułapki percepcyjnej (perceptual trap), w której osobniki nie są w stanie prawidłowo oszacować zasobności siedliska wysokiej jakości, wskutek powstałych przemian antropogenicznych. Prowadzi to do uznania dobrego siedliska za słabe jakościowo i niewarte zasiedlenia.

## Przykłady pułapek ekologicznych
| Organizm                                    | Wskazówka i wywołane zachowanie                                             | Zmiana naturalnego siedliska                                                                                                   | Niespodziewany wynik                                                                                        | Konsekwencje                                                         |
| ------------------------------------------- | --------------------------------------------------------------------------- | --- | --- | -------------------------------------------------------------------- |
| Ptaki łąk i pastwisk                        | Gniazdowanie w niskiej roślinności                                          | Pojawienie się pastwisk ze strukturą roślinną podobną do łąkowej                                                               | Koszenie łąk późną wiosną przed opuszczeniem gniazd przez pisklęta                                          | Wzrost śmiertelności piskląt                                         |
| Ptaki leśne i wodne (wiele gatunków)        | Miejsca lęgowe wybierane na podstawie struktury (różnorodności) roślinności | Wycinka lasów i wysokich traw prowadzi do powiększania strefy brzegowej siedliska o zróżnicowanej strukturze                   | Większe zagęszczenie drapieżników oraz pasożytów lęgowych w strefie brzegowej siedlisk                      | Wzrost śmiertelności piskląt                                         |
| Ptaki (wiele gatunków)                      | Gniazdowanie najwyraźniej oparte na wskazówkach strukturalnych              | Krajobraz przekształcany bezpośrednio przez działalność człowieka w miasta, lasy wtórne lub pośrednio przez gatunki egzotyczne | Wzrost zagęszczeń, drapieżnictwa, chorób, stresu                                                            | Niższa przeżywalność gniazdowa                                       |
| Przeplatka editha Euphydryas editha (motyl) | Składanie jaj na roślinach (gospodarz)                                      | Zrąb lasu powoduje powstanie nowego habitatu z roślinami-gospodarzami                                                          | Mróz niszczy rośliny na wylesionych terenach                                                                | Wygłodzenie dorosłych osobników, niższa przeżywalność                |
| Żółw jaszczurowaty (Chelydra serpentina)    | Gniazda budowane w obszarach otwartych z niską roślinnością i bez kaktusów  | Zmiany w krajobrazie na skutek działalności człowieka: bariery, zwiększenie zagęszczenia roślinności                           | Chłodniejsze temperatury w gniazdach                                                                        | Nierównomierny stosunek rozkładu płci i wzrost śmiertelności młodych |
| Manat karaibski (Trichechus manatus)        | Wybór miejsca zimowania z wodą o temperaturze wyższej niż 20 °C             | Ciepłe wycieki z elektrowni stwarzają atrakcyjne warunki na północ od typowych obszarów zimowania                              | Przerwy w działaniu elektrowni sprawiają, że manaty niespodziewanie znajdują się w niekorzystnym środowisku | Stres termiczny oraz potencjalny wzrost śmiertelności                |

Źródło.